# Josef Müller-Marein
Josef Müller-Marein (né le 12 septembre 1907 à Marienheide et mort le 17 octobre 1981 à Thimory en France) est un journaliste et écrivain allemand. De 1957 à 1968, il est rédacteur en chef de l'hebdomadaire allemand Die Zeit. Il écrit dans le feuilleton du Zeit sous le pseudonyme de « Jan Molitor ».

## Biographie
Né à Marienheide, près de Cologne, il y passe son enfance avant de partir pour ses études à Francfort-sur-le-Main puis à Berlin.
À partir de 1932, Müller-Marein, travaille sous le nom de Jupp pour les maisons d'édition Ullstein et Scherl, qui sont respectivement rachetées en 1937 et 1943 par la maison d'édition nationale-socialiste Eher-Verlag. Il est également critique musical pour le Vossische Zeitung jusqu'à la disparition du journal en 1934. À partir de cette date, il travaille pour le quotidien de l'édition Scherl Berliner Lokal-Anzeiger. Müller-Marein a également écrit pour des journaux nationaux-socialistes, le Völkischer Beobachter et l'hebdomadaire Das Reich. Pendant la Seconde Guerre mondiale, il est officier dans la Luftwaffe. De 1943 à 1944, il y travaille comme correspondant de guerre.
Son livre L'Enfer sur la France (Hölle über Frankreich. Unsere Luftgeschwader im Angriff) contenant des « descriptions sanglantes et loyales » est publié en 1940, plus tard il publie le livret illustré Les Panzers poussent vers la mer (Panzer stoßen zum Meer) dans la Bibliothèque de guerre de la jeunesse allemande.
Dans un camp de prisonniers de guerre, Müller-Marein s'essaie brièvement au métier de chef d'orchestre dans un théâtre de soldats britanniques à Lübeck en 1945. En 1946, il devient le seul journaliste professionnel à être reporter pour l'hebdomadaire Die Zeit. Ses reportages y paraissent sous le pseudonyme de Jan Molitor. Il a en outre publié quelques reportages sous le titre Cavalcade (1948).
En 1954, le rédacteur en chef Richard Tüngel (en) licencie Müller-Marein parce qu'il s'oppose à sa ligne jugée réactionnaire. Il a, entre autres, publié sans autorisation un article critique du correspondant de la Nordwestdeutscher Rundfunk Peter von Zahn (en) sur le controversé sénateur républicain américain Joseph McCarthy dans le journal. En 1957, Müller-Marein devient le successeur de Tüngel. Il dirige Die Zeit, qui devint le principal hebdomadaire d'Allemagne, jusqu'en 1968. Il augmente le tirage de 48 000 à près de 300 000 exemplaires. En 1968, il confie la rédaction à Marion von Dönhoff.
Comme essayiste, il a notamment publié Allemagne, votre Westphalie (1972). Il est aussi l'auteur de description de paysages ruraux (y compris sur sa deuxième patrie, la France) sous la forme d'un journal et de ballades humoristiques, ouvrage édité en 1967 sous le titre de Celui qui souffle deux fois dans le sac (Wer zweimal in die Tüte bläst).
Les autoportraits d'artistes célèbres qu'il a supervisés ont contribué à sa célébrité. Ils sont réalisés d'abord à la radio, puis dans la série de disques Erzähltes Leben et enfin à la télévision. La publication de The Duck Trial en 1961 est un succès commercial.
Müller-Marein a animé les premières émissions du magazine télévisé Panorama en 1957. En 1970, il soutient la fondation du magazine Die Zeit.

## Publications
Cette liste n'est pas exhaustive
- Hölle über Frankreich. Unsere Luftgeschwader im Angriff (1940)
- Panzer stoßen zum Meer. Die Tankschlacht vor Namur und der Vormarsch durch Frankreich (1941)
- Cavalcade 1947 (1948)
- Der Entenprozess - eine Groteske (1961)
- Deutschland im Jahre 1 - Panorama 1946 - 1948 (1960)
- Tagebuch aus dem Westen (1963)
- Wer zweimal in die Tüte bläst (1967)
- 25mal Frankreich, avec Catherine Krahmer (1977)
- Das musikalische Selbstportrait von Komponisten, Dirigenten, Instrumentalisten, Sängerinnen und Sängern unserer Zeit, avec Hannes Reinhardt (1963)